# Nhữ Đình Toản
Nhữ Đình Toản (汝 公 瓚 1702-1773) là đại thần nhà Lê trung hưng trong lịch sử Việt Nam.

## Thân thế
Nhữ Đình Toản người làng Hoạch Trạch huyện Đường An, nay là huyện Bình Giang, tỉnh Hải Dương.
Ông nội Nhữ Đình Toản là Nhữ Tiến Dụng đỗ đồng tiến sĩ năm 1664, làm tới chức Cấp sự trung. Cha ông là Nhữ Đình Hiền đỗ tiến sĩ năm 1680, làm đến chức Thượng thư Bộ Hình và Tham tụng. Cuối thời Lê Ý Tông, Nhữ Đình Hiền qua đời, được triều đình truy tặng là Thái phó, Thọ quận công.

## Sự nghiệp
Nhữ Đình Toản tuổi trẻ thông minh, gia đình có truyền thống học tập. Do năm 18 tuổi (1719) làm văn mắc lỗi nên năm 26 tuổi mới được đi thi.
Phan Huy Chú trong Lịch triều hiến chương loại chí ghi: "Đình Toản lúc trẻ đã thông minh, việc học hỏi sẵn nếp nhà. Năm 18 tuổi vì văn mắc lỗi, rồi vì đó được nổi tiếng.".  
Trong khoa thi Hương ông đỗ Á nguyên, do tập ấm được cho giữ chức Tự thừa. Năm 1736 đời Lê Ý Tông, ông đỗ Hội nguyên Tiến sĩ.
Đầu thời Lê Hiển Tông, ông từ chức Tự khanh được thăng lên làm Tham tụng. Lúc đó Đàng Ngoài có nhiều khởi nghĩa nông dân, triều đình nhiều việc. Nhữ Đình Toản cùng 2 vị lão thần được giao đảm đương việc nội trị. Ông được chúa Trịnh Doanh yêu mến, cho đổi tên là Công Toản.
Năm 1742, ông làm chức Thái phỏng sứ ở Sơn Nam hạ. Được ít lâu ông lại được gọi vào triều giao cho việc trọng yếu. Nhữ Công Toản cùng Hà Tông Huân điều trần những việc đương sự rất hợp ý Trịnh Doanh, được thăng chức Thượng thư bộ Binh và Tham tụng, tước Trạch Bá hầu.
Năm 1751, ông tham gia hiệu đính quyển sách Bách khoa chức chưởng, được người đương thời khen ngợi. Nhữ Công Toản cho rằng văn chương đương thời rườm rà, vụn vặt, mất tính thuần hậu. Do đó ông đề nghị khôi phục lại nếp văn chương thời Hồng Đức, các kỳ thi Hương, thi Hội đều dùng văn chương giản dị, bỏ lối viết vụn vặt. Ý kiến của ông được thực thi, được giới học thức tán tụng.
Nhữ Công Toản làm tể tướng hơn 10 năm, sau vì muốn tránh nơi quyền thế nên xin đổi sang chức võ, được phong làm Hiệu điểm tạm coi việc võ, rồi thăng làm Tả đô đốc, tước Trung Phái hầu.
Khi về hưu, ông được ban danh hiệu quốc lão. Ít lâu sau chúa Trịnh Sâm lại gọi ông ra làm quan. Ông cố từ chối vài lần.
Năm 1773, Nhữ Đình Toản qua đời, thọ 72 tuổi, được truy tặng làm Thái bảo.

## Nhận định
Sử gia Phan Huy Chú nhận định về ông như sau:
Ông cốt giữ thể thống, ưa chuộng khoan hòa, rộng rãi. Thời bấy giờ khen là danh thần